# Краковское дерево

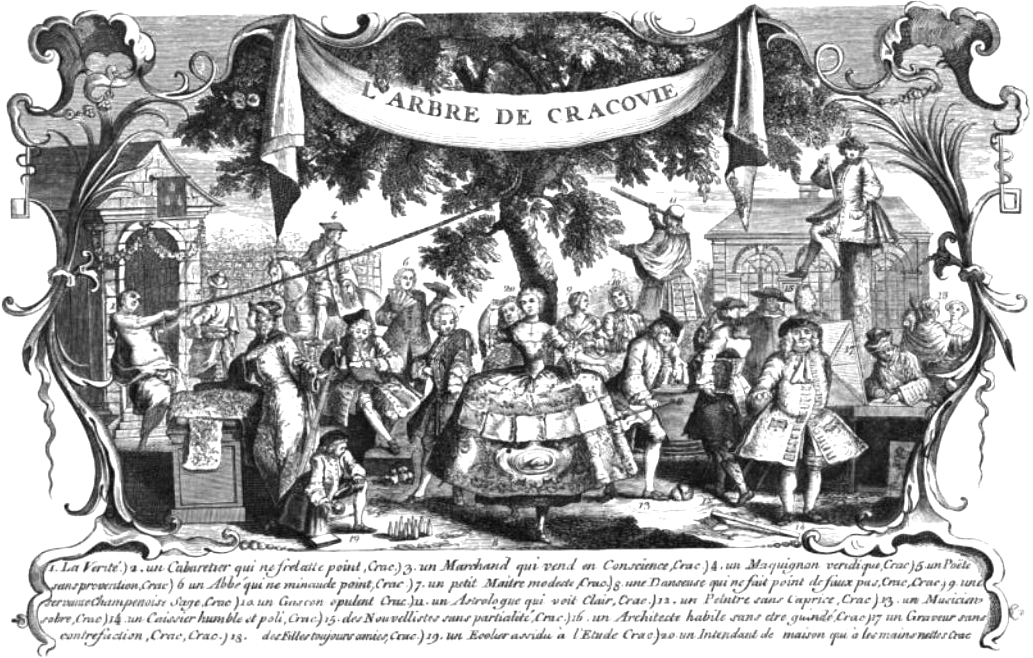

Краковское дерево (фр. l’arbre de Cracovie) — старый развесистый каштан в садах Пале-Рояля, в тени которого собирались парижане, чтобы поделиться различными политическими новостями, слухами и сплетнями. Предполагается, что название этого дерева связано с Войной за польское наследство, которая горячо обсуждалась под его ветвями. Также оно отсылает к французскому слову craquer («скрипеть», «распространять непроверенную информацию»).
Краковское дерево было важным феноменом французской культуры XVIII века. В 1742 году состоялась постановка комической оперы «Краковское дерево», сочинённой Шарлем-Франсуа Панаром. О краковском дереве упоминает Николай Карамзин в «Письмах русского путешественника». Также оно фигурирует в романе «Инженю» (Ingénue) (1854) Александра Дюма-старшего.
Дерево было срублено в 1781 году при реконструкции садов Пале-Рояля.